# Chợ nổi Cái Bè
Chợ nổi Cái Bè là một chợ nổi thuộc thị trấn Cái Bè, huyện Cái Bè, tỉnh Tiền Giang. Địa điểm là nơi trao đổi mua bán hàng hóa, đặc biệt là các loại trái cây và là điểm tham quan du lịch của tỉnh Tiền Giang. Chợ nổi này là một trong các chợ nổi ở miền Tây Nam Bộ cũng như là nơi buôn bán mang sắc thái rất riêng của vùng Đồng bằng sông Cửu Long, sự kết hợp giữa văn hóa sông nước và miệt vườn cây ăn trái. Vào năm 2017, website du lịch National Geographic Traveler đã xếp chợ nổi Cái Bè trong danh sách 9 điểm đến hàng đầu cho kỳ nghỉ trong năm.

## Vị trí
Chợ nổi Cái Bè nằm cách Quốc lộ 1 khoảng 3,5 km về phía nam, từ Ngã ba Cái Bè, điểm giao giữa Quốc lộ 1 và Tỉnh lộ 875, chạy theo tuyến tỉnh lộ này về phía nam hướng đến sông Tiền. Chợ nổi có thể thấy phía bên trái cầu Cái Bè. Chợ nổi trải dài từ cầu Cái Bè, gần ngay Nhà thờ Cái Bè ra đến vàm rạch Cái Bè, hay gọi là vàm Long Hải, là ngã ba giữa rạch Cái Bè và sông Tiền, ghe thuyền di chuyển trải dài dọc theo sông Tiền đoạn phía bắc cù lao Tân Phong, kéo dài khoảng 1.000 m. Tầm quan trọng của chợ được mở rộng hơn khi là khu vực hội tụ mua bán vùng giáp ranh 3 tỉnh Tiền Giang, Vĩnh Long và Bến Tre.

## Lịch sử
Từ những năm 80 của thế kỷ 17, dân nhiều nơi tập trung về đây buôn bán, chợ dần phát triển. Chợ hình thành trong bối cảnh đường giao thông và phương tiện giao thông trên bộ chưa phát triển, kênh rạch chằng chịt của vùng Tây Nam Bộ, do đó phương thức vận chuyển hàng hóa phổ biến để đến nơi tụ họp mua bán là bằng ghe, thuyền, xuồng.
Từ thời nhà Nguyễn, đây là nơi trung chuyển hàng hóa giữa các tỉnh miền Tây và miền Đông. Theo sách Đại Nam nhất thống chí soạn vào đời vua Tự Đức, thì Cái Bè lúc đó đã là nơi buôn bán sầm uất. Tất cả hàng hoá đều được chở trên các bè di chuyển trên sông. Bè tre đậu kín cửa vàm, chở lúa gạo, cá khô, cau khô và các loại vỏ cây già, cây đước.
Từ những năm 1980, du lịch tỉnh Tiền Giang bắt đầu hoạt động, khách du lịch bắt đầu đến tham quan. Do hình thức mua bán đặc biệt trên sông nước nên khách du lịch đến càng nhiều, cùng với các địa điểm tham quan ở các địa phương lân cận nên góp phần thúc đẩy sự sung túc của chợ.
Đến cuối thế kỷ 20, chợ nổi Cái Bè mới là một trong những chợ đầu mối lớn nhất miền Tây. Từ những năm 2000, số lượng ghe thuyền buôn bán bắt đầu ít dần bởi sự phát triển của giao thông vận tải đường bộ.
Vào dịp Tết Nguyên đán hàng năm sẽ là thời điểm chợ hoạt động nhộn nhịp nhất. Các thời điểm việc buôn bán tấp nập khác là các ngày lễ, ngày Tết Đoan ngọ.

## Buôn bán

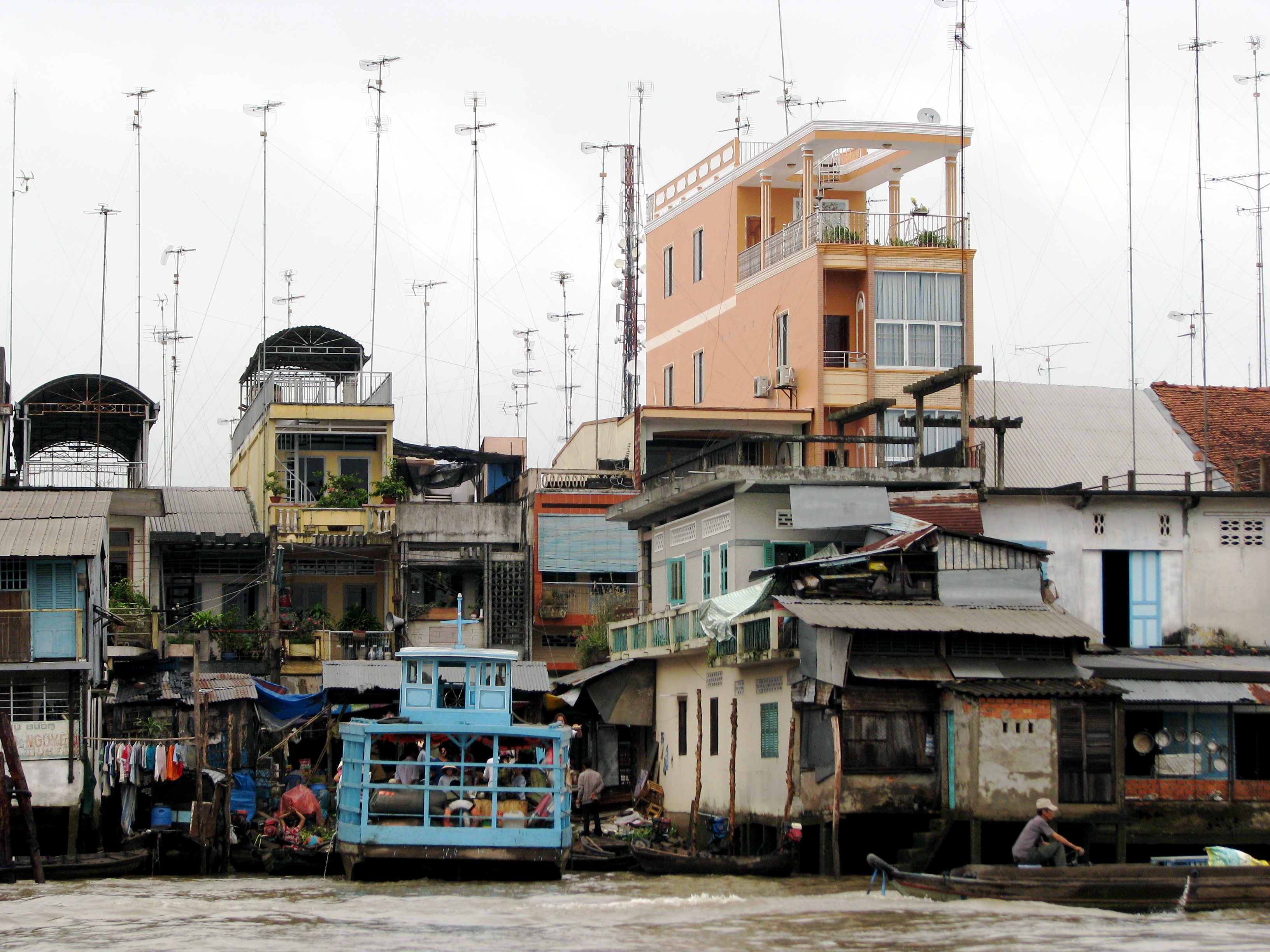
Nhà ven chợ nổi

Chợ buôn bán rất đa dạng các mặt hàng từ hàng vải, đồ gia dụng cho đến hàng gia cầm, thủy hải sản, gồm heo, gà, vịt, cá tôm, rắn, rùa... cho tới cả đồ ăn, thức uống làm sẵn cũng không thiếu. Chợ nổi tiếng nhất là nơi trao đổi, mua bán và là vựa trái cây lớn của tỉnh Tiền Giang, bao gồm trái cây chuyên canh của Tiền Giang như: vú sữa Lò Rèn, bưởi da xanh, khóm Tân Lập, cam sành, cam mật, xoài cát, ổi xá lỵ, quýt đường...
Đặc điểm nổi bật là hoạt động mua bán diễn ra trên sông bằng ghe, thuyền với số lượng lớn qua lại. Ghe, thuyền chở hàng hóa từ nhiều nơi tập trung về. Đây là đặc trưng văn hóa vùng sông nước đồng bằng sông Cửu Long. Họp chợ diễn ra suốt ngày đêm, đông nhất là lúc nửa đêm đến rạng sáng. Ghe thuyền nhiều nơi từ Thành phố Hồ Chí Minh, Long An, An Giang, Cà Mau... tới để mua hàng, ghe tam bản của nhà vườn địa phương ở huyện Cái Bè, Cai Lậy, Châu Thành chở đầy trái cây đến bán, hàng hóa được mang lên bờ để chở đến chợ đất liền hoặc được ghe thuyền lái buôn mang đi nơi khác như vùng sâu của Đồng Tháp Mười. Mỗi ngày có khoảng 500 đến 1.000 lượt xuồng ghe qua lại chợ nổi.

Trung bình mỗi ngày có khoảng 100–200 tấn trái cây, củ, quả các loại được mua bán, với sự giao thương của hàng trăm ghe xuồng. Rất nhiều xuồng nhỏ bán hàng rong như phở, cơm, bánh ướt, hủ tiếu, cháo lòng, bánh canh, bún giò, cà phê, trà đá... điểm tâm sáng cho người đi chợ. Chợ cũng có xuồng bán đồ tạp hóa, và ghe bán xăng dầu.

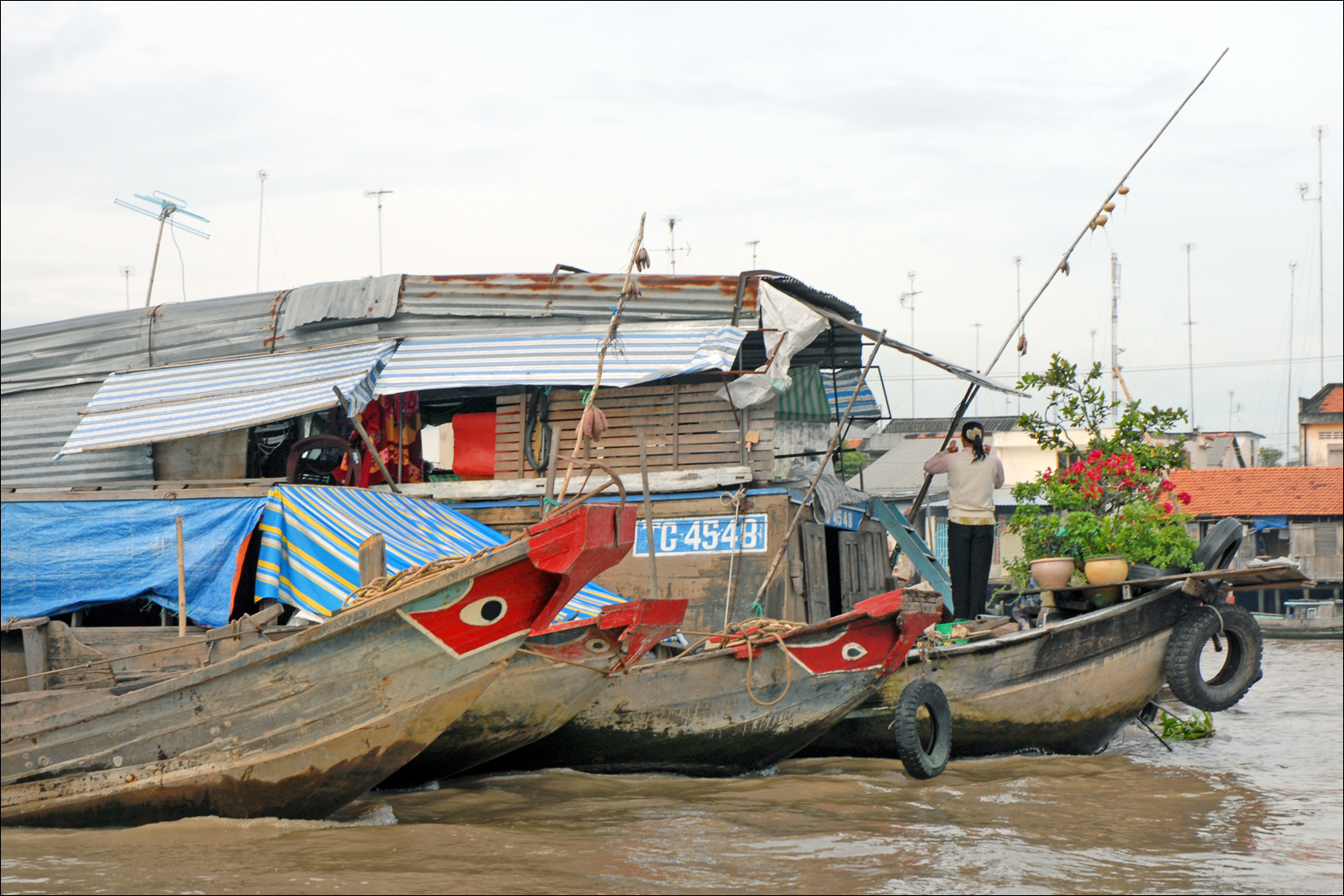
Các ghe đang đậu
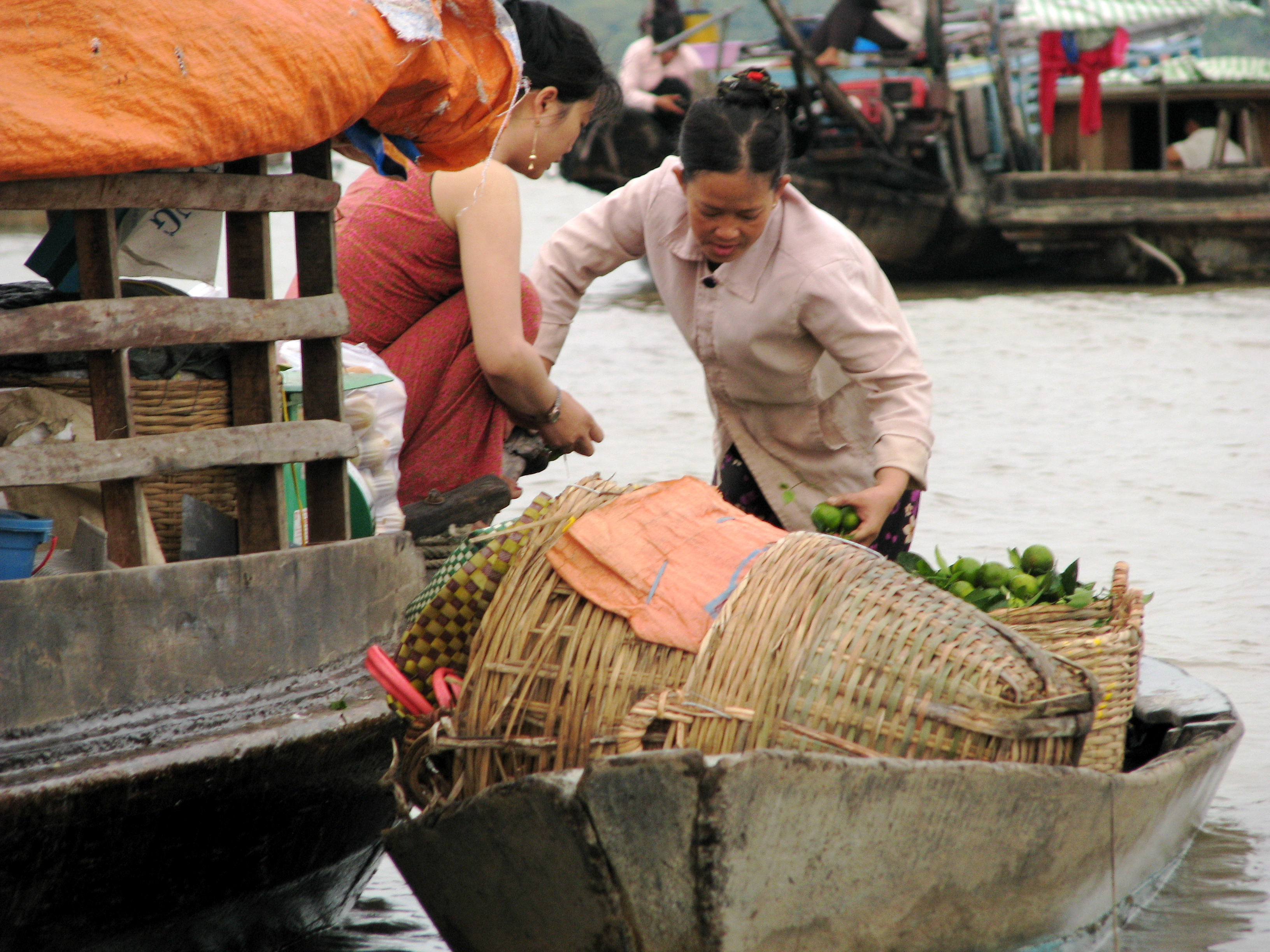
Một cảnh mua bán
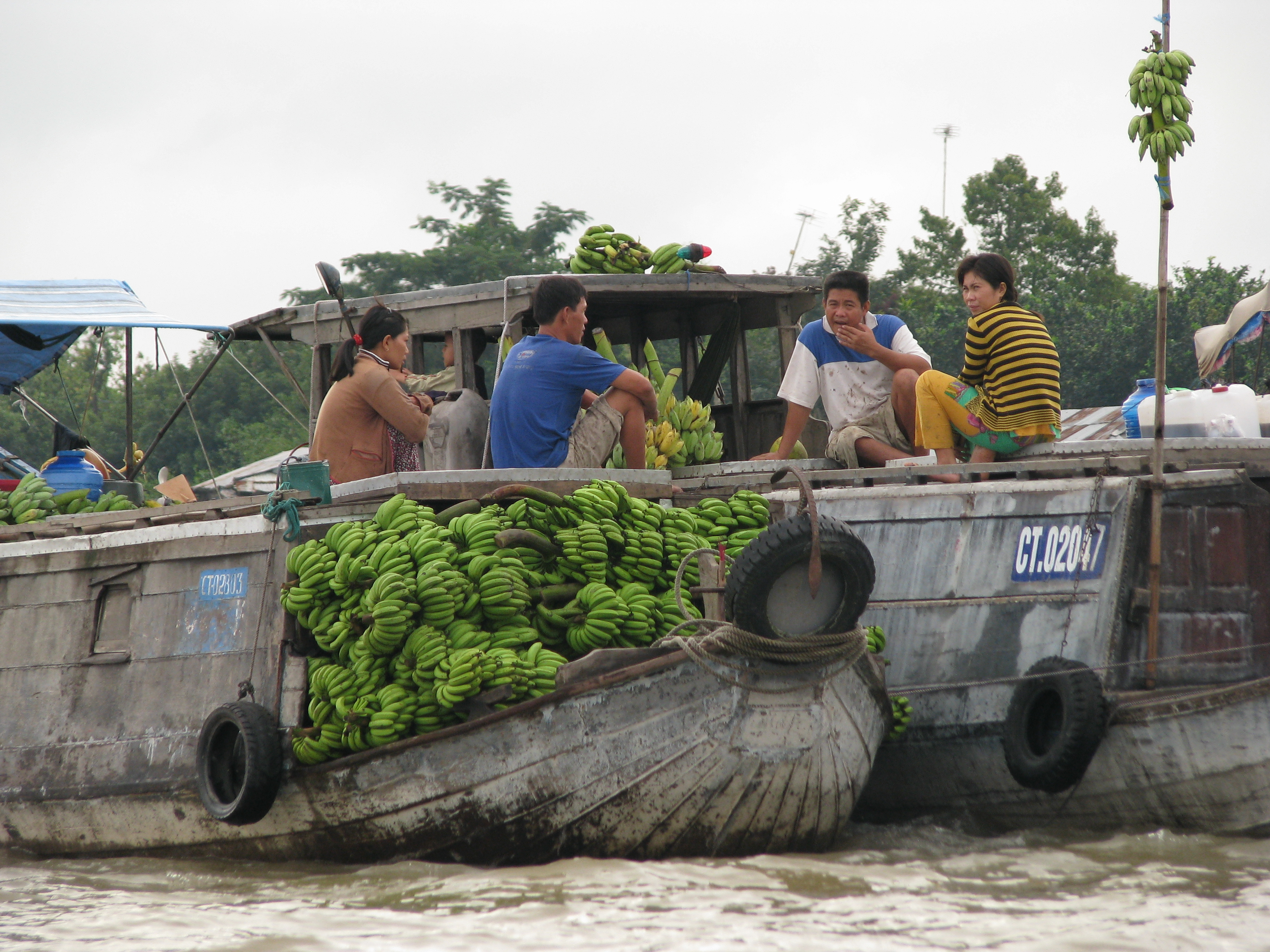
Các ghe chở chuối

## Du lịch
Chợ nổi Cái Bè là một trong những điểm tham quan du lịch ở Tiền Giang. Đây là nơi buôn bán mang sắc thái rất riêng của vùng Đồng bằng sông Cửu Long, sự kết hợp giữa văn hóa sông nước và miệt vườn cây ăn trái. Du lịch chợ nổi ở thị trấn Cái Bè là một bộ phận kết hợp với tham quan du lịch làng cổ Đông Hòa Hiệp lân cận, và tham quan miệt vườn cù lao Tân Phong nằm cạnh. Trước đây là nơi thu hút một lượng lớn khách du lịch, đặc biệt là du khách nước ngoài đến tham quan.
Năm 2004, tổng lượt khách du lịch là 45.575 lượt người, năm 2005 là 65.589 lượt người. Trong 6 tháng đầu năm 2006, số khách đến chợ nổi Cái Bè là 31.559 lượt người, trong đó du khách quốc tế là 27.409 lượt. Trong 6 tháng đầu năm 2018, có hơn 28.350 lượt khách đến tham quan huyện Cái Bè, tăng hơn 36% so với cùng kỳ năm 2017, chủ yếu là khách quốc tế.
Các công ty lữ hành tổ chức cho khách tham quan, ăn uống, mua sắm và vui chơi giải trí trên các ghe, xuồng di chuyển trên sông. Du khách được tham quan cảnh họp chợ trên sông, xem các món hàng được treo trên cây bẹo ở đầu ghe, mua bán với các thương lái, tìm hiểu về văn hóa mua bán trên sông đặc trưng của người dân Nam Bộ.
Nhiều chuyên gia kinh tế đã đánh giá chợ nổi là "nguồn tài nguyên" quý giá, đặc sản du lịch của vùng đồng bằng sông Cửu Long, du lịch chợ nổi góp phần làm đa dạng hóa các loại hình du lịch cho vùng.

## Thực trạng

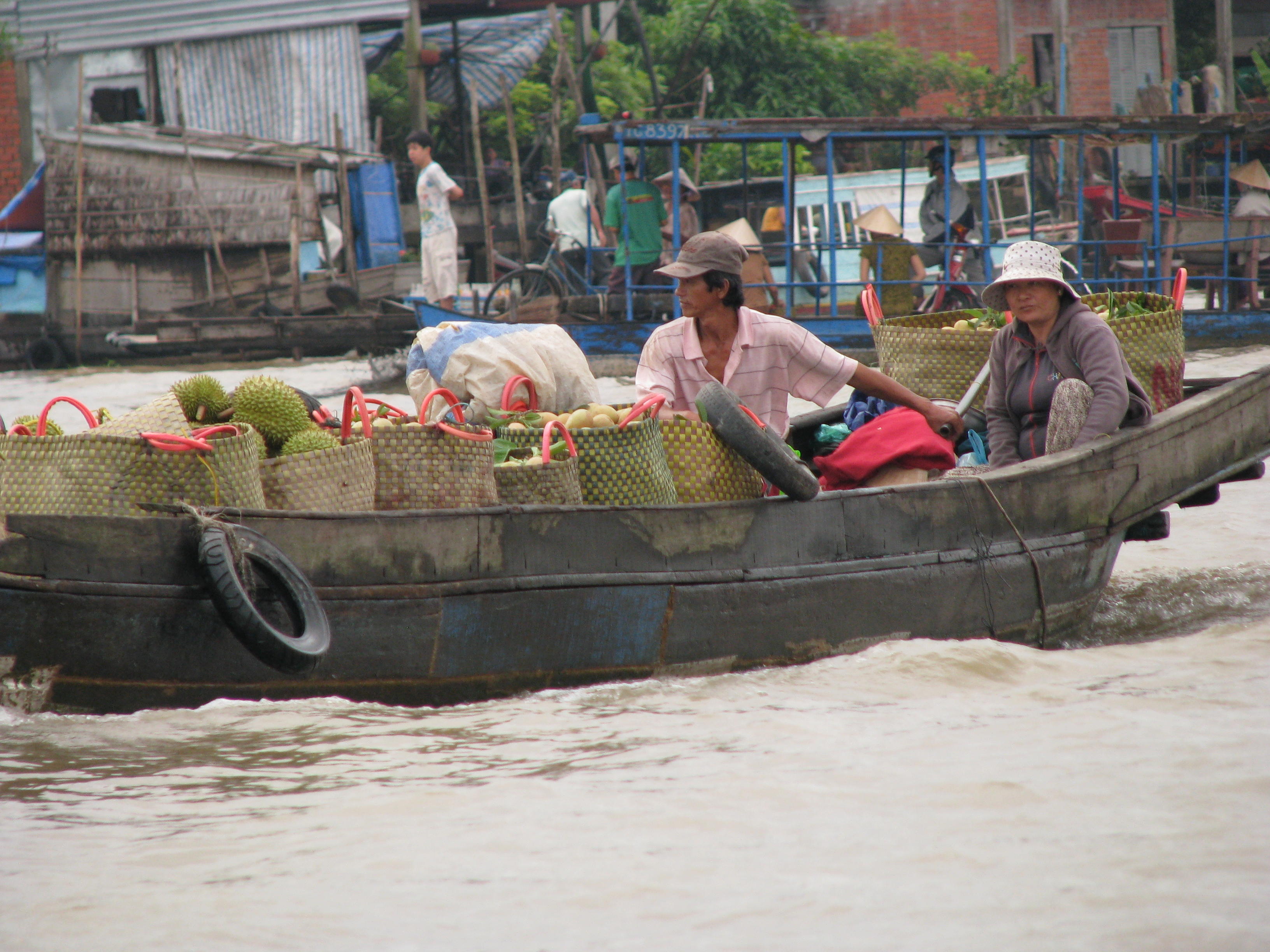
Ghe hàng đang vận chuyển

Chợ nổi Cái Bè đã từng một thời hoạt động suốt ngày đêm và thường theo con nước lớn. Số lượng tàu ghe tại chợ nổi từng có thường xuyên từ 80 đến 100 chiếc, cao điểm lên đến hàng trăm ghe thuyền các loại. Hiện nay, chợ nổi ngày càng thưa thớt, hoạt động giảm dần, chỉ còn khoảng 50 ghe, thuyền hoạt động vào năm 2017, và khoảng 30 ghe, thuyền vào năm 2018, do ngày càng nhiều phương tiện vận tải đường bộ, nhiều cầu được xây và hệ thống đường sá mở rộng. Thời gian trước, khi giao thông đường bộ chưa phát triển, khu vực kênh rạch chằng chịt trong vùng sông nước phù hợp cho sự hình thành và phát triển của chợ nổi, nhưng nay đã không còn phù hợp.
Ngoài ra, hoạt động tại chợ nổi Cái Bè cũng bộc lộ nhiều bất cập: các hộ dân trên bờ và tại chợ nổi mua bán, sinh hoạt trên sông có thói quen vứt rác gây ô nhiễm môi trường nước; sản phẩm mua bán, dịch vụ khác giá cả đôi khi còn đắt hơn so với trên bờ; một vài thương lái chưa ứng xử thân thiện, văn minh với khách du lịch; công tác đảm bảo an ninh trật tự, an toàn giao thông đường thủy, an toàn phòng chống cháy nổ và cứu nạn cứu hộ vẫn còn chưa tốt...tất cả đã làm ảnh hưởng đến chất lượng du lịch và công tác bảo tồn chợ nổi. Vì vậy trong số 100 du khách nước ngoài được hỏi thì có đến 65% trả lời không chắc chắn quay lại chợ nổi.
Cuối năm 2017, UBND huyện Cái Bè đã lập Đề án “Bảo tồn và phát huy chợ nổi Cái Bè” nhằm nỗ lực duy trì và phục hồi chợ nổi Cái Bè. Trong đó có các nội dung: giữ nguyên hiện trạng chợ nổi, nhưng có sự sắp xếp, quản lý, bố trí lại để đáp ứng các yêu cầu về an toàn giao thông thủy; vùng nước quy hoạch có chiều dài từ 400–500 m từ vàm Cái Bè đến Kênh 28; đảm bảo số lượng ghe, tàu neo đậu cố định từ 100–150 chiếc và tiếp nhận 200–300 ghe, tàu neo đậu mua bán có tải trọng từ 20–60 tấn.
Theo quy hoạch của năm 2017 thì Đề án sẽ tiến hành qua hai giai đoạn, giai đoạn 1 từ 2017 đến 2020, giai đoạn 2 từ 2020 đến 2025 với tổng kinh phí ngân sách và xã hội là 9 tỉ đồng.